# Diplodonta impolita
Diplodonta impolita är en musselart som beskrevs av S. S. Berry 1953. Diplodonta impolita ingår i släktet Diplodonta och familjen Ungulinidae. Inga underarter finns listade i Catalogue of Life.